# 성곡로 (안산시)
성곡로(Seonggok-ro)는 경기도 안산시 단원구 성곡동에서 원곡동까지 이어주는 안산시도로, 총 연장은 4.751 km이다. 도로의 명칭이 유래된 것은 산업단지내 도로로, 법정동인 성곡동을 반영하였기 때문이다.

## 역사
- 2009년 1월 12일 : 도로명으로 성곡로를 고시

## 주요 경유지
- 시흥시
  - 거모동
- 안산시
  - 신길동 - 성곡동

## 접촉하는 도로
- 신길로
- 새뿔길
- 중앙대로 (국도 제39호선)
- 능길로
- 만해로
- 강촌로
- 신원로
- 별망로

## 접속하는 나들목
- 영동고속도로 : 서안산 나들목